# Gert Peersman
Gert Peersman (Gent, 25 april 1973) is een Belgisch econoom en hoogleraar aan de Universiteit Gent. Daarnaast was hij lid van de Hoge Raad van Financiën en consultant voor centrale banken zoals de Europese Centrale Bank en de Bank of England.
Peersman studeerde economie aan de Universiteit Gent en aan de Katholieke Universiteit Leuven. Hij behaalde in 2001 zijn doctoraat met als titel "The Transmission of Monetary Policy in the Euro Area – Implications for the European Central Bank". Zijn voornaamste onderwijs- en onderzoeksdomeinen omvatten de monetaire economie, het monetair beleid, dynamieken in de oliemarkt en de macro-economie. Voor zijn onderzoek ontving hij verschillende onderscheidingen zoals het Wim Duisenberg Fellowship 2013 vanwege de Europese Centrale Bank en de Onderscheiding Wetenschapscommunicatie van de Koninklijke Vlaamse Academie van België voor Wetenschappen en Kunsten. Hij is gerankt in de top 5% in de IDEAS top van economen wereldwijd.
Hij verschijnt op regelmatige basis in de media als commentator op de economische actualiteit, in het bijzonder de financiële economie. In oktober 2012 verscheen het boek De Perfecte Storm, waarin hij samen met collega-econoom Koen Schoors de kredietcrisis, de Europese staatsschuldencrisis en de problematiek van de vergrijzing onder de loep neemt. Van 2012 tot en met 2023 was hij columnist bij De Standaard.

## Publicaties
- G. Peersman & K. Schoors (2012) – De Perfecte Storm, Borgerhoff & Lamberigts, Gent – ISBN 9789089313195
- G. Peersman & S. Baert & B. Cockx & F. Heylen (2020) – Economisch beleid in tijden van corona: een kwestie van de juiste uitgaven te doen, Gentse Economische Inzichten, https://www.ugent.be/eb/economics/en/research/gei

- Bibsys: 2055319
- Gemeinsame Normdatei: 171836030
- International Standard Name Identifier: 0000 0003 7469 794X
- Library of Congress Control Number: nr2003037841
- Nederlandse Thesaurus van Auteursnamen: 255157134
- Virtual International Authority File: 187685580
- WorldCat: E39PBJmTpfVXf4dryJvmT3vGpP